# Władysław Witwicki
Władysław Witwicki   (Lubaczów, 30 d'abril de 1878 - Konstancin-Jeziorna, 21 de desembre de 1948), nascut Józef Sas Wasylkowicz,fou un psicòleg, filòsof, traductor (principalment d'obres de Plató), historiador de la filosofia i de l'art polonès i artista. Considerat un dels pares de la psicologia polonesa, és un dels pensadors de l'Escola de Lviv-Varsòvia.
Witwicki també va ser el creador de la teoria del cratisme, de la teoria dels sentiments, i va tractar els temes de la psicologia de la religió, i la creació de l'ètica secular. Va ser un dels iniciadors i cofundadors de la Societat Filosòfica Polonesa. És un dels pensadors associats a l'Escola de Lviv-Varsòvia.

## Biografia
Władysław Witwicki va ser el cinquè fill d'Urszula Witwicka, nascuda Woińska (neboda de l'arquebisbe metropolità de l'arxidiòcesi catòlica romana de Lviv, Łukasz Baraniecki (en)), i Ludwik–Filip Wasylkowicz Witwicki, també pare de Janusz Witwicki (en), creador del Panorama Plàstic de l'Antic Lviv (en).
Es va graduar a la Universitat de Lviv i va ser alumne de Kazimierz Twardowski. També va estudiar a la Universitat de Viena (sota la direcció d'Alois Höfler (en)) i a la Universitat de Leipzig (sota la direcció de Wilhelm Wundt). Va donar classes a la Universitat de Lviv i es va convertir en professor a la Universitat de Varsòvia (1919–1948).
El 1919 Witwicki esdevingué professor associat, i el 1920 professor titular de psicologia a la Universitat de Varsòvia. Fins a la jubilació (1948), va dirigir el Departament de Psicologia Experimental de la Universitat, que va ser el nucli de l'actual Facultat de Psicologia. Va participar en les deliberacions de congressos psicològics i filosòfics internacionals (La Haia, Copenhaguen, Milà, Nàpols, París, Utrecht, Varsòvia, Viena).
El 17 de març de 1938 va esdevenir president de la Societat de Psicotècnica Polonesa. En aquella època, també va participar activament en la vida social. Va protestar contra els bancs del gueto,, va escriure articles i va donar consells a revistes populars, va fer ressenyes de llibres i exposicions de pintura, va dissenyar portades per a obres de teatre "escandalitzadores" publicades per Gabriela Zapolska.
També va assolir reconeixement i popularitat com a autor i lector de la sèrie de xerrades radiofòniques Przechadzki ateńskie ("Passejades ateneses"), realitzades del 31 de gener al 21 de març de 1939 i fruit de la seva estada a Atenes (setembre - octubre de 1937). Les il·lustracions d'aquestes emissions (fotografies i dibuixos d'edificis antics, estàtues, baixos relleus grecs amb les descripcions de Witwicki) van ser emeses per Polskie Radio en forma de fulletó el 1939.. Poc abans de l'esclat de la Segona Guerra Mundial, va comprar una casa de camp a Konstancin, on visqué amb la seva dona Helena i el seu fill Tadeusz.
Durant l'ocupació Witwicki va dur a terme educació clandestina i va continuar la seva tasca artística, científica i de traducció,, però no va desenvolupar cap activitat psicològica. Les seves obres i traduccions d'aquell període no es van publicar fins al 1956. En els anys 1945–1948 va dirigir classes de psicologia (seminaris) amb estudiants de la Universitat de Varsòvia -a causa de problemes de salut- a la seva casa de Konstancin.. Durant aquest temps, va escriure deu fullets de la sèrie Wiadomości z psychologii („Czytelnik” 1946–1948). Va morir el 21 de desembre de 1948 a Konstancin. Va ser enterrat al cementiri de Skolimów.(parcel·la II-B, fila 12, tomba 2)

## Fites científiques

### Contribució al desenvolupament de la psicologia
Witwicki és considerat un dels psicòlegs polonesos més importants. Va ser l'autor dels primers llibres de text, renovats i ampliats repetidament,que van tenir un paper clau en la psicologia polonesa del període d'entreguerres (per exemple, va contribuir significativament a l'establiment de la terminologia psicològica polonesa,) sobre la qual es van educar diverses generacions de psicòlegs polonesos.
També va col·laborar amb altres filòsofs. Per exemple, va treballar amb Bronisław Bandrowski (en) per desenvolupar un model de psicologia basat en la teoria de la fenomenologia de Franz Brentano. Inclou una anàlisi d'alguns aspectes de la teoria del contingut de Husserl i la seva comprensió del fenomen del pensament.

### Teoria del cratisme i teoria dels sentiments
La teoria psicològica original de Witwicki és el cratisme (del grec antic: kratos – "poder"). El cratisme fonamenta el canvi en els estats emocionals de la unitat pel desig d'obtenir una sensació de poder. Aquest esforç és el fonament de tota la vida mental. Les llavors de la teoria del cratisme ja havien aparegut a la tesi doctoral de Witwicki Analiza psychologiczna ambicji ("'Anàlisi psicològica de l'ambició", 1900). Conté les tesis més importants, que després es van desenvolupar adequadament. La data oficial de l'anunci d'aquesta teoria i d'anomenar-la "cratisme" és el 25 de juliol de 1907, el dia de la presentació d'un article a la secció filosòfica del 10è Congrés de metges i naturalistes polonesos a Lviv. Va ser plenament desenvolupada i madurada en el segon volum del llibre de text de psicologia (1927). La importància de la teoria del cratisme s'evidencia per la seva convergència amb la teoria posterior (1912) de la recerca del poder d'Alfred Adler. La convergència dels pensaments d'ambdós científics indica la inclusió de les opinions psicològiques de Witwicki en el corrent principal de la ciència europea.
La teoria del cratisme ha deixat empremta en l'estètica. Witwicki va introduir el concepte de "sistema cohesionat i ben tancat". Segons ell, aquests sistemes augmenten la nostra sensació de poder,, mentre que la caòtica multiplicitat i varietat de fenòmens desperten ansietat, ens sentim febles i indefensos davant d'ella. Quan aquesta diversitat es resol, dona a la gent una sensació agradable de tenir el control de la diversitat.
La teoria del cratisme està relacionada amb la teoria dels sentiments (que sorgeix per un augment o disminució del sentit de poder), sota la qual Witwicki classificava els sentiments.

### Psicologia de la religió
Witwicki -com un dels pocs- va introduir el tema de la religiositat als llibres de text de psicologia. Malgrat la naturalesa no religiosa de les seves opinions, va reconèixer el paper clau del sentiment religiós en la visió del món, i creia que consisteix en: un sentit de santedat similar al descrit per Rudolf Otto, un sentit antropomòrfic i antropocèntric del món (que cobreix la necessitat de creure en la immortalitat personal) i una comprensió màgica dels fenòmens i les connexions entre ells. Segons Witwicki, allò que sembla ser sobrehumanament poderós i incomprensible, bo i terrible, atractiu i terrorífic alhora insufla santedat a un home amb sentit religiós.
El seu llibre Wiara oświeconych ("La fe dels il·lustrats", que només es va publicar a França abans de la Segona Guerra Mundial) és un estudi teòric i empíric de la psicologia de la religió. Conté els fonaments de la teoria de la fe religiosa, complementats amb materials il·lustratius de la investigació empírica de Witwicki. Els resultats de l'estudi li van permetre afirmar el principi psicològic de contradicció i van constituir la base de l'afirmació sobre l'existència d'una àrea de supressió del coneixement humà, que consisteix en judicis presentats sense l'anomenat. moment d'afirmació lògica o de convicció poc sincera. Witwicki "ubicava" la fe religiosa de la gent il·lustrada a l'àrea de l'assumpció. Com a "fe fingida", és gradual: des de la certesa gairebé completa fins al dubte gairebé complet.
En el primer cas, el tipus de religiositat es pot anomenar ortodox. Altres tipus són la religiositat subjectiva (selectiva) i la religiositat simbòlic-al·legòrica. Les persones del primer i segon tipus experimenten dificultats per conciliar les creences religioses amb el coneixement científic (l'anomenada "paràlisi lògica") i per resoldre els dilemes morals (l'anomenada "paràlisi moral") Un lloc especial en les activitats de recerca de Witwicki relacionades amb els problemes psicològics fou ocupat en forma d'una visió escèptica en relació amb allò que només es basa en l'hàbit, els prejudicis, les tradicions i les supersticions. En els comentaris a la seva pròpia traducció dels Evangelis de Mateu i Marc, acompanyada d'un extens comentari, Witwicki fa una anàlisi psicològica del text i de les persones que hi apareixen,i qüestiona especialment la salut mental de Jesús.Atribueix a Jesús subjectivisme, augment del sentit del seu propi poder i superioritat sobre els altres, egocentrisme i tendència a subjugar els altres, així com dificultats per comunicar-se amb l'exterior i trastorn de la personalitat múltiple, que el van convertir en un esquizotímic (en) o fins i tot tipus esquizofrènic (segons la tipologia (en) d'Ernst Kretschmer).

## Activitats artístiques

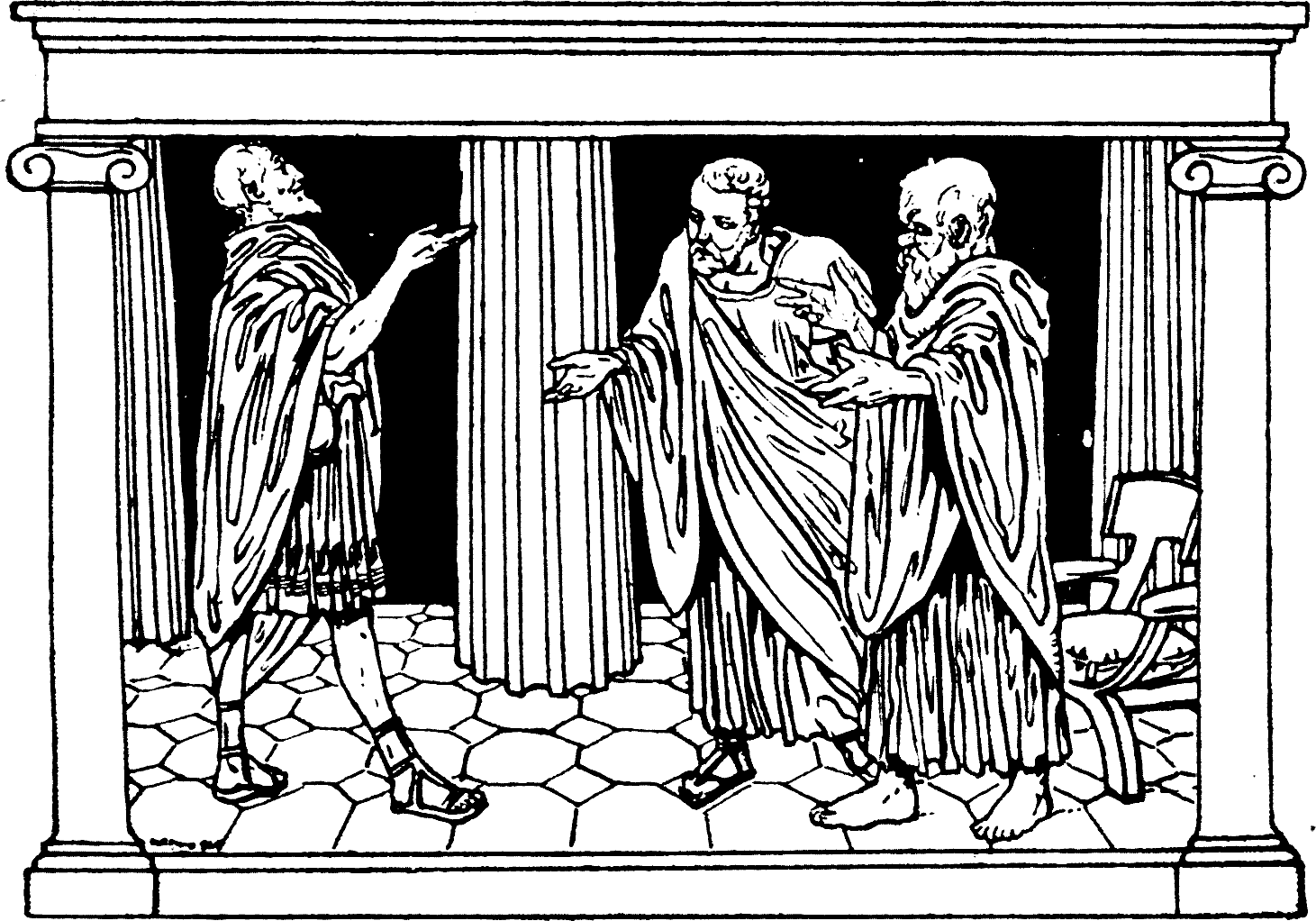
Il·lustració de Władysław Witwicki per a la seva traducció al polonès del Hípies menor de Plató (1921)

Witwicki va il·lustrar llibres (incloses les seves pròpies traduccions), va crear aquarel·les, aiguaforts, xilografies i exlibris. Va dissenyar portades de revistes, va fer bustos de guix, va esculpir, va revisar exposicions, va presentar perfils d'artistes. Va ajudar al seu fill Janusz en la creació del Panorama Plàstic del Vell Lviv.Va donar conferències i va escriure articles sobre art, va ser autor de llibres de text per a artistes visuals: Wiadomości o stylach ("Missatges sobre estils"), O widzeniu przedmiotów. Zasady perspektywy ("Sobre veure coses. Principis de la perspectiva"), Anatomia plastyczna ("Anatomia plàstica").

## Publicacions seleccionades
- Traduccions dels diàlegs de Plató
- Psychologia do użytku słuchaczów wyższych szkół naukowych, vol. 1–2 (1925–1927)
- Wiadomości o stylach (1934)
- Wiara oświeconych, 1959 (fr.: La foi des éclairés, 1939)
- Przechadzki ateńskie (sèrie de programes de ràdio, 1939, publicat el 1947)
- Traduccions de l'Evangeli de Mateu i de l'Evangeli de Marc amb anàlisi psicològica:[68] Dobra Nowina według Mateusza i Marka (La Bona Nova segons Mateu i Marc); escrit el 1942, publicat el 1958